# Liste des mosquées de Guinée
Ceci est une liste de mosquées en république de Guinée.
| Nom                       | Images | Emplacement | Année/siècle | Remarques |
| ------------------------- | ------ | ----------- | ------------ | --------- |
| Grande Mosquée de Conakry |        | Conakry     | 1982         |           |
| Mosquée turque de Bambeto |        | Conakry     | 2017         |           |
| Mosquée de Dinguiraye     |        | Dinguiraye  | XIXe siècle  |           |
| Mosquée de Kankan         |        | Kankan      |              |           |

## Voir également
- Islam en Guinée